# Michel Almeida
Michel de Sousa Fernandes Alcobia de Almeida (* 28. září 1974 Lisabon) je bývalý portugalský zápasník–judista.

## Sportovní kariéra
Judu se věnuje od 7 let. Připravoval se na Madeiře ve Funchal. V portugalské reprezentaci se pohyboval v pololehké váze do 65 kg. V roce 1996 se kvalifikoval na olympijské hry v Atlantě, kde vypadl ve čtvrtfinále po páčení s Němcem Udo Quellmalzem. V roce 1998 přerušil kvůli přetrvávajícím bolestem zad sportovní kariéru. Vrátil se v roce 1999 ve vyšší lehké váze do 73 kg. V roce 2000 uspěl v portugalské olympijské nominaci na úkor Guilherma Bentese a jako úřadující mistr Evropy startoval na olympijských hrách v Sydney. Ve čtvrtfinále svedl taktickou bitvu s mladý Brazilcem Tiagem Camilem, kterou nakonec prohrál po verdiktu sudích na praporky tzv. hantei. V dalších letech ho trápilo levé rameno, které si několikrát zranil a v roce 2004 ukončil sportovní kariéru. Věnuje se trenérské práci. Od roku 2005 vedl dlouhých 10 let portugalskou reprezentaci. Od roku 2015 působí u kanadské reprezentace.

## Výsledky
| Olympijské hry     |    |     |     | úč. |     |   |   | 7. |  |  |  |  |
| Mistrovství světa  | —  |     | úč. |     | úč. |   | — |    |  |  |  |  |
| Mistrovství Evropy | —  | úč. | úč. | —   | 7.  | — | — | 1. |  |  |  |  |
| MS juniorů         |    | 2.  |     |     |     |   |   |    |  |  |  |  |
| ME juniorů         | 3. | 2.  |     |     |     |   |   |    |  |  |  |  |